# ألكسندر غاليتش
ألكسندر أركاديفيتش غاليتش (الروسية: Алекса́ндр Арка́дьевич Га́лич)، (ولد ألكسندر أرونوفيتش غينزبرغ، 19 أكتوبر 1918 - 15 ديسمبر 1977) شاعر سوفيتي وكاتب سيناريو وكاتب مسرحي ومغني وكاتب أغاني ومنشق عن الاتحاد السوفيتي.

## سيرة شخصية
غاليتش هو اسم مستعار، وهو اختصار لاسم عائلته واسمه الأول واسم عائلته: (بالإنجليزية: G inzburg Al exander Arkadiev ich). ولد في 19 أكتوبر 1918 في إيكاترينوسلاف (دنبروبتروفسك والآن دنبرو) بأوكرانيا لعائلة من المثقفين اليهود. كان والده، آرون، خبيرًا اقتصاديًا، وكانت والدته، فاني، تعمل في المعهد الموسيقي للموسيقى. عاش معظم طفولته في سيفاستوبول. قبل الحرب العالمية الثانية، دخل معهد غوركي الأدبي، ثم انتقل إلى استوديو قسطنطين ستانيسلافسكي الأوبرالي الدرامي، ثم إلى استوديو-مسرح أليكسي أربوزوف وفالنتين بلوتشيك (في عام 1939).
كتب المسرحيات والسيناريوهات، وفي أواخر الخمسينيات بدأ بكتابة الأغاني وغنائها مصاحباً نفسه على جيتاره. متأثرًا بتقاليد المدينة الرومانسية الروسية وفن ألكسندر فيرتينسكي، طور غاليتش صوته الخاص ضمن هذا النوع. تحدثت العديد من أغانيه عن الحرب العالمية الثانية وحياة نزلاء معسكرات الاعتقال - وهي موضوعات بدأ فلاديمير فيسوتسكي أيضًا في تناولها في نفس الوقت تقريبًا. وأصبحت شائعة لدى الجمهور وتوفرت عبر مغنيتيزدات.
انتقد في أغانيه النظام السوفيتي، وتسببت انتقاداته الحادة المتزايدة بالعديد من المشاكل. ضمت لجنة حقوق الإنسان المنشقة في اتحاد الجمهوريات الاشتراكية السوفيتية غاليتش، بعد تأسيسها في عام 1970، كعضو فخري. وفي عام 1971، طرد من اتحاد الكتاب السوفيت، الذي انضم إليه في عام 1955. وفي عام 1972، طرد من اتحاد السينمائيين.
أُجبر غاليتش على الهجرة من الاتحاد السوفيتي في عام 1974. سافر للعيش في البداية في النرويج والتي عاش فيها مدة عام واحد، وقام بأول تسجيلاته خارج الاتحاد السوفيتي. وقد بثها على راديو ليبرتي. أصبحت أغانيه الناقدة للحكومة السوفيتية تحظى بشعبية كبيرة في المشهد السري في اتحاد الجمهوريات الاشتراكية السوفيتية. انتقل لاحقًا إلى ميونخ وأخيراً إلى باريس.
في مساء يوم 15 ديسمبر 1977، عثرت عليه زوجته ميتًا، ممسكًا بهوائي تسجيل ستريو غرونديغ موصولاً بمقبس الطاقة. بينما أُعلن أن وفاته كانت حادثًا، لم يشهد أحد الظروف الدقيقة لوفاته. ولم تنشر الشرطة الفرنسية نتائج التحقيق الرسمي علناً.
وفقا لابنته ألينا غاليتش، انه قُتل على يد الكي جي بي (KGB). ادعى الصحفي ووكيل كي جي بي، ليونيد كولوسوف أن رئيس كي جي بي يوري أندروبوف أذن شخصيًا بمهمة إعادة غاليتش إلى الاتحاد السوفيتي، ومنحه الحرية الفنية. ولكن لا يزال من غير المعروف ما إذا كان عملاء كي جي بي قدموا له مثل هذا العرض.
في عام 1988، أعيد بعد وفاته إلى نقابات الكتاب والمصورين السينمائيين. وفي عام 2003، وضعت أول لوحة تذكارية له على مبنى في أكاديمغورودوك (نوفوسيبيرسك) حيث أدى حفله في عام 1968. وفي نفس العام، تأسست جمعية ألكسندر غاليتش التذكارية.

## روابط خارجية
- ألكسندر غاليتش على موقع IMDb (الإنجليزية)
- ألكسندر غاليتش على موقع ميوزك برينز (الإنجليزية)
- ألكسندر غاليتش على موقع ديسكوغز (الإنجليزية)
- ألكسندر غاليتش على موقع قاعدة بيانات الفيلم (الإنجليزية)
- ألكسندر غاليتش على موقع كينوبويسك (الروسية)
- باللغة الإنجليزية Alexander Galich's bio
- باللغة الروسية Galich page on the bard.ru site
- باللغة الروسية Alexander Galich - video